# Улесе (Нижньосілезьке воєводство)
Улесе (пол. Ulesie) — село в Польщі, у гміні Мілковиці Легницького повіту Нижньосілезького воєводства.
Населення — 525 осіб (2011).
У 1975-1998 роках село належало до Легницького воєводства.

## Демографія
Демографічна структура станом на 31 березня 2011 року:
|          | Загалом | Допрацездатний вік | Працездатний вік | Постпрацездатний вік |
| -------- | ------- | ------------------ | ---------------- | -------------------- |
| Чоловіки | 251     | 38                 | 194              | 19                   |
| Жінки    | 274     | 39                 | 172              | 63                   |
| Разом    | 525     | 77                 | 366              | 82                   |